# Feng Jing
Feng Jing (né le 15 janvier 1985) est un gymnaste chinois.

## Palmarès

### Championnats du monde
- Gand 2001
  -  médaille d'or au concours général individuel.

- Aarhus 2006
  -  médaille d'or par équipe.

### Jeux asiatiques
- Doha 2006
  -  médaille d'or par équipe.